# Tajchów
Tajchów (niem. Teichhof) – część wsi Lubomia w województwie śląskim, w powiecie wodzisławskim, w gminie Lubomia.
Znajduje się bezpośrednio obok stawów hodowlanych. Dawniej w Tajchowie znajdował się przystanek kolejowy Lubomia.